# Mueller Lake
Der Mueller Lake ist ein Gletschersee im Mackenzie District der Region Canterbury auf der Südinsel von Neuseeland.

## Namensherkunft
Der See wurde von neuseeländischen Wissenschaftlern nach dem Mueller Glacier benannt. Auf Karten hingegen ist der See zwar eingetragen aber offiziell nicht benannt.

## Geographie
Der Mueller Lake befindet sich in den Neuseeländischen Alpen, Stand 2022 rund 1 km östlich der Gletscherzunge des Mueller Glacier. Der Gletschersee umfasst eine Fläche von rund 1,59 km² und beherbergt einige unterschiedlich große, durch Ablagerungen gebildete und sich in ihrer Form ständig verändernde Inseln. Der See besitzt eine Länge von rund 2,6 km in Nordnordwest-Südsüdost-Richtung und misst an seiner breitesten Stelle rund 830 m in Südwest-Nordost-Richtung. Der Umfang des Sees beträgt knapp 6 km.
Gespeist wird der Mueller Lake durch das Gletscherwasser des Mueller Glacier, das von Westen kommend am nordwestlichen Teil des Sees zufließt. Ein weiterer Zufluss findet an der Ostnordost-Seite durch den Abfluss des Hooker Lake statt. Entwässert wird der Mueller Lake an seinem südöstlichen Ende über den Hooker River, der 6 km weiter Flussabwärts in den Tasman River mündet.

## Geologie
Der See ist durch Auswaschungen und Ablagerungen des Mueller Glacier entstanden und wies an seiner tiefsten Stelle im Nordwesten des Sees, rund 600 m vom südöstlichen Seeende entfernt, im Jahr 2009 eine Tiefe von 83 m auf. Wurde die Oberfläche des Sees im April 2010 noch mit einer Größe von 0,87 km² angegeben, lassen 2020 eine Satellitenaufnahme eine Größe von 1,59 km² erkennen.